# Crise de reféns em Sydney em 2014
Crise de reféns em Sydney foi um sequestro em massa ocorrido entre os dias 15 e 16 de dezembro de 2014 na cidade de Sydney, Nova Gales do Sul, Austrália. Man Haron Monis, um militante islâmico iraniano autoproclamado clérigo islâmico, radicado na Austrália desde 1996 e que possuía antecedentes de crime de ódio e agressão sexual, invadiu armado um café da Lindt & Sprüngli localizado no bairro Martin Place, na região central da cidade, na manhã de 15 de dezembro, e permaneceu dentro do estabelecimento mantendo 17 pessoas, entre funcionários e clientes, como reféns por quase 17 horas. Cerca de 12 pessoas conseguiram escapar durante o sequestro, enquanto as outras permaneceram no interior da cafeteria até o fim da crise, cercados pela polícia.
Alegando "motivação política" em seu ato,  o extremista obrigou as vítimas a segurar uma bandeira islâmica negra com um shahādah em árabe na janela do café e exigiu fazer contato com o primeiro-ministro do país, Tony Abbott.
Como resultado do cerco imposto na região, foi implementado o fechamento de ruas do centro financeiro de Sydney, a área em torno do local foi fechada ao público e alguns prédios governamentais nas proximidades foram bloqueados. Na madrugada de 16 de dezembro a polícia australiana invadiu o café e, após um rápido tiroteio, pôs fim à crise. Ao menos três pessoas ficaram feridas – entre elas uma brasileira naturalizada australiana – e três outras morreram, incluindo o sequestrador.

## Sequestro, cerco e morte
O sequestro começou cerca de 09h30 de segunda-feira, 15 de dezembro, quando Man Haron Monis, um refugiado iraniano na Austrália, de 50 anos, com passado policial no Irã e envolvido na Austrália em caso de cartas ameaçadoras a ex-soldados australianos que serviram no Afeganistão e no Iraque, solto por pagamento de fiança no caso ainda a ser julgado da morte de sua ex-mulher na Austrália, entrou no Lindt Chocolat Cafe, no centro de Sydney, perto da Suprema Corte, com uma bandana na testa e uma sacola azul onde carregava uma arma e rendeu todos os clientes e funcionários, anunciando o sequestro e dando início a uma crise que parou o país.

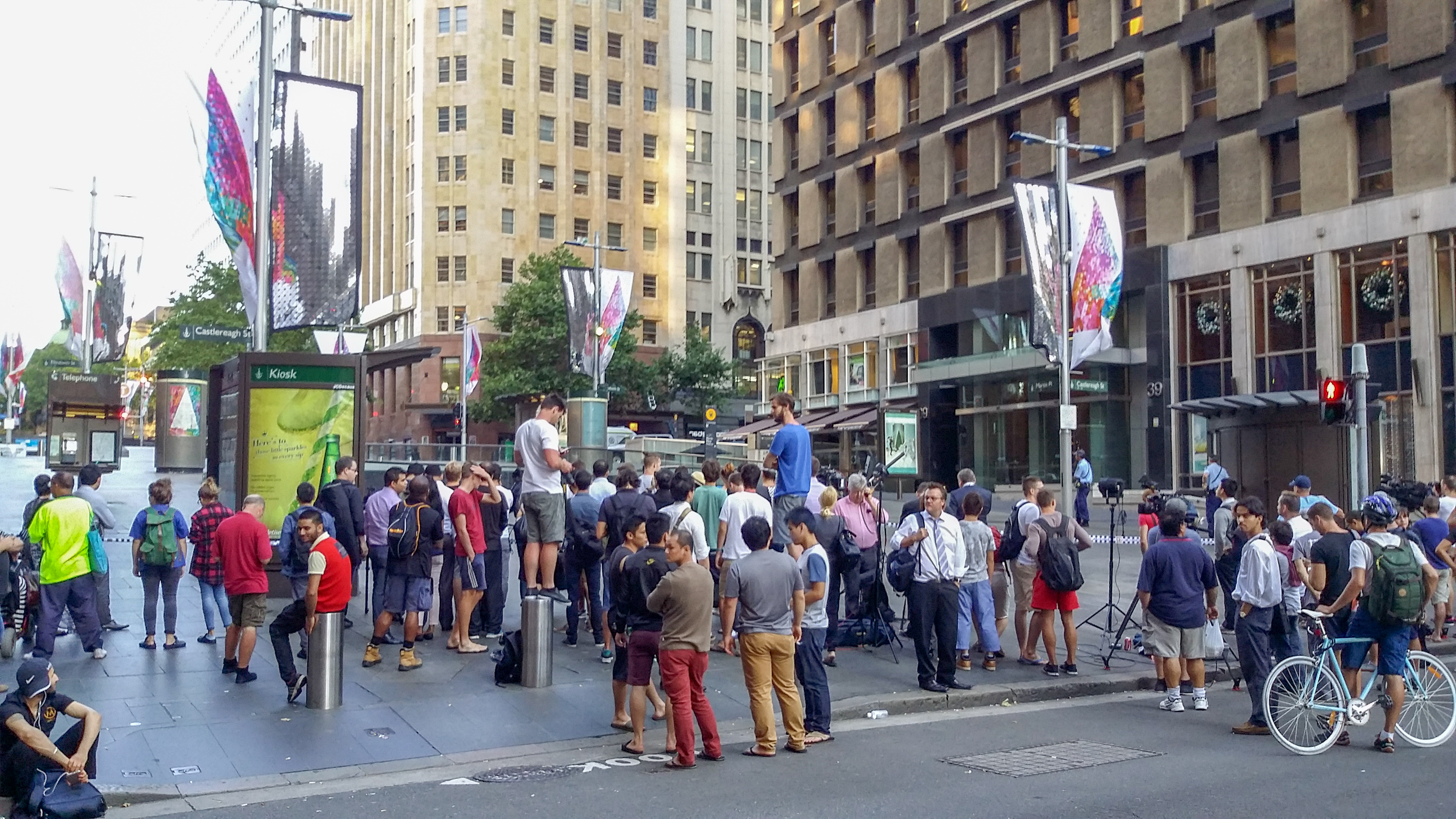
Pessoas no entorno do café Lindt durante a crise dos reféns.

Monis, refugiado na Austrália desde 1996, depois de fugir do Irã onde se dizia perseguido por suas visões liberais com relação ao Islã, e autoproclamado sheik e líder espiritual, mandou todos os clientes e funcionários deitarem no chão. Pelas próximas 16 horas manteve a maioria deles como reféns, exigindo um contato com o primeiro-ministro Tony Abbott e a divulgação de suas mensagens.
Às 09:45, um dos funcionários do café tentou entrar no estabelecimento, mas com as portas giratórias travadas por Monis – que se identificou aos reféns como "O Irmão" e por eles foi assim chamado todo o tempo – foi obrigado a ficar do lado de fora, de onde, pelo vidro do café, assistiu ao que acontecia dentro dele; uma cliente também não conseguiu entrar e a polícia foi chamada. Pouco depois da chegada dos policiais, que começaram a evacuar e fechar totalmente a área central de Sydney, tomada naquela manhã por milhares de pessoas, a funcionária Elly Chen e uma cliente apareciam coladas ao vidro da vitrine do café, com suas imagens transmitidas para todo mundo, a segurar uma bandeira islâmica negra com um shahādah em árabe que dizia: "Alá é o único Deus e Maomé é seu mensageiro".
De dentro do café, clientes começaram a publicar mensagens na Internet, como a brasileira naturalizada australiana Marcia Mikhael, que escreveu em sua página do Facebook: "Queridos amigos e familiares, estou no Lindt Cafe em Martin Place e estou sendo feita refém de um membro do Estado Islâmico. Ele ameaça matar a nós todos, precisamos de ajuda. O homem quer que o mundo saiba que a Austrália está sob ataque do Estado Islâmico".

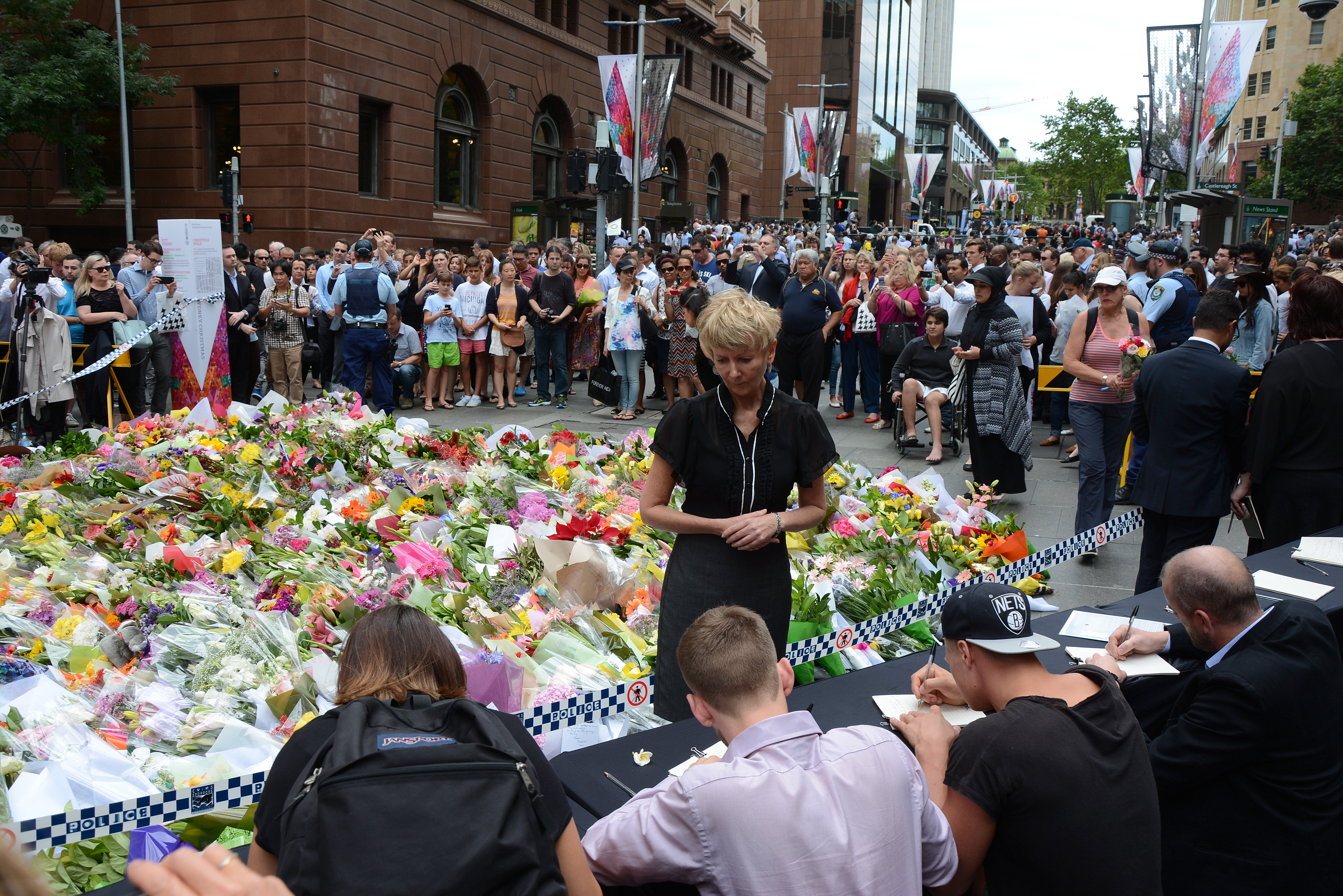
Australianos depositam centenas de flores na porta do café após o fim do sequestro, em homenagem aos mortos no atentado.

Às 16h35, com toda a área fechada e a polícia especial em vigília na porta do café, dois homens conseguiram fugir escapando pela porta giratória, o advogado Stefan Balafoutis e outro homem na casa dos 80 anos; pouco depois, uma garçonete também conseguiu escapar; às 17h00, Elly Chen e outra colega garçonete, Bae Ji-eun, uma estudante coreana de 20 anos, também se jogaram porta afora nos braços da polícia de choque. Do lado de dentro, Monis, furioso, avisou aos demais que se mais alguém tentasse escapar ele mataria um deles dentro do café. Jarrod Hoffman, de 19 anos, o mais novo dos reféns, a mando do sequestrador e com uma pistola encostada na cabeça, ligou para o jornal The Daily Telegraph e para a rádio 2GB, para exigir que duas demandas fossem imediatamente atendidas: um contato telefônico com o primeiro-ministro e que uma bandeira oficial do Estado Islâmico fosse levada até à cafeteria. A pedido das autoridades a mídia não deu publicidade a estas exigências mas Monis obrigou os reféns a fazer postagens na Internet, um deles na própria conta pessoal do Youtube, fazendo exigências e cobrando do governo. Marcia Mikhael e a advogada Julie Taylor chegaram a postar filmetes na rede pedindo ajuda e enviando exigências de Monis; o Youtube apagou as postagens pouco depois de feitas mas elas já tinham se espalhado pela rede. Outra refém, Win Pe, colega de trabalho de Marcia, ligou desesperada para o Telegraph dizendo que a situação tinha piorado, havia mulheres grávidas cativas e o primeiro-ministro não fazia qualquer contato.
Às 02h03 do dia 16, porém, mais de dezesseis horas após o começo do sequestro e cerco, os 12 reféns restantes tiveram uma oportunidade; Monis começou a cochilar e seis deles resolveram correr para a saída. Na confusão, o gerente do café, Tori Johnson, tentou tomar a arma de Monis iniciando uma luta corporal que terminou com Johnson morto a tiros pelo sequestrador; com isso, a polícia invadiu o local, atirando bombas de luz e de som, dando início a um tiroteio que terminou com a morte de Monis e de outra refém, a advogada Katrina Dawson, de 38 anos, casada e mãe de três filhos pequenos, atingida no fogo cruzado. Um policial e dois outros clientes se feriram no tiroteio, incluindo a brasileira Marcia Mikhael, baleada no pé e retirada do café no colo de policiais, numa imagem que correu o mundo.

## O sequestrador
Man Haron Monis, um iraniano asilado na Austrália, foi o autor do atentado. Fugido de seu país, recebeu asilo das autoridades australianas em 1996 e através dos anos acumulou um longo prontuário de delitos em seu novo país de asilo, de ameaças e ofensas postais a cumplicidade no assassinato da ex-mulher, além de possuir problemas psicológicos conhecidos. Com pedidos de extradição feitos pela polícia iraniana e pela Interpol, nunca foi deportado pelo fato da Austrália não ter tratado de extradição com o Irã.
Em 15 de dezembro de 2014, dias após perder uma apelação judicial à Suprema Corte da Austrália, dirigiu-se armado ao centro de Sydney, entrou no café da Lindt & Sprüngli, rendeu funcionários e clientes e iniciou o sequestro, provocando uma crise no país que durou mais de 16 horas, culminando em sua própria morte e na morte de mais dois reféns.